# Heterosignum mutsuensis
Heterosignum mutsuensis is een pissebed uit de familie Paramunnidae. De wetenschappelijke naam van de soort is voor het eerst geldig gepubliceerd in 1976 door Gamo.